# Sturmgeschütz III

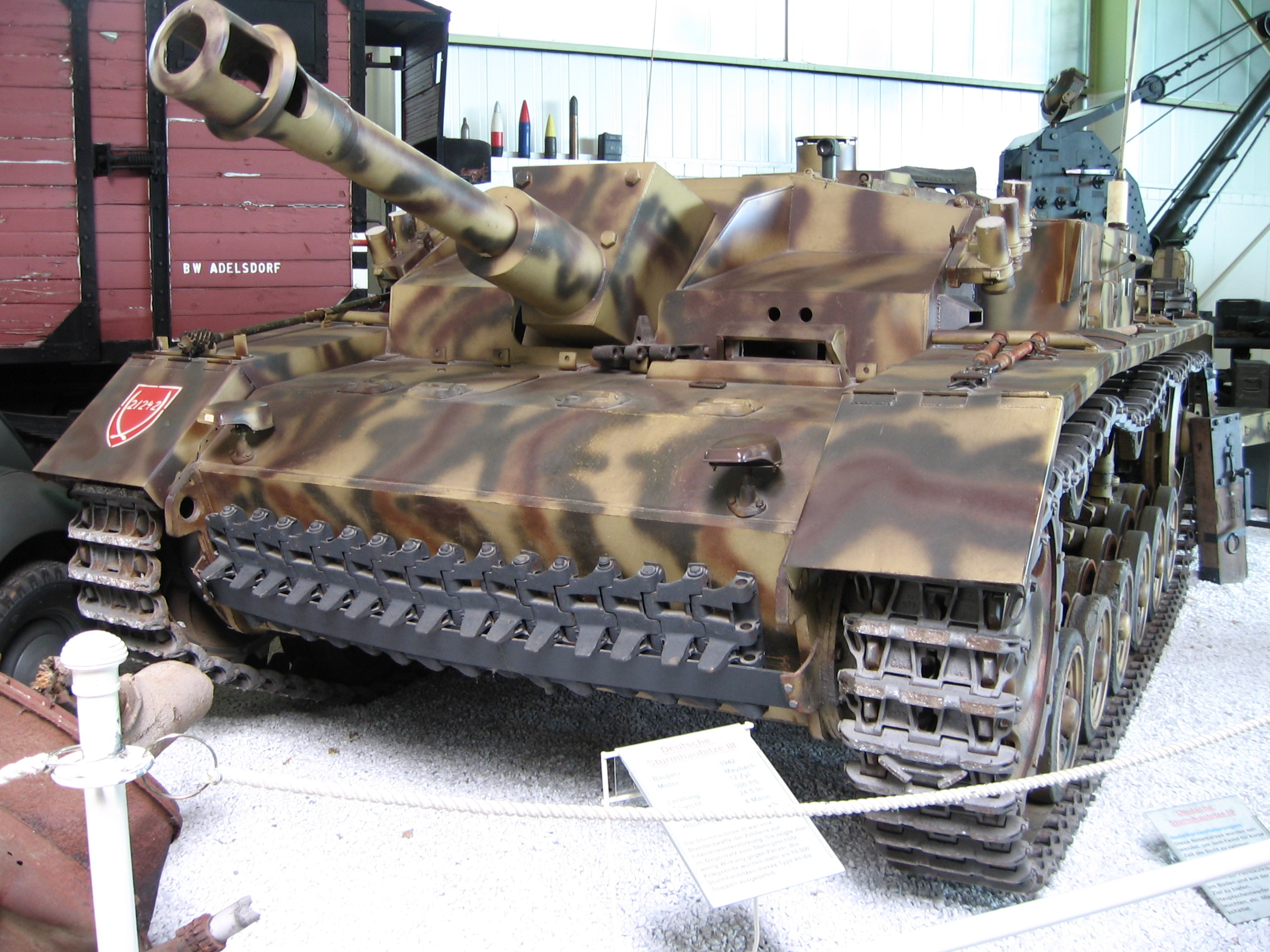
Sturmhaubitze 42 v německém muzeu

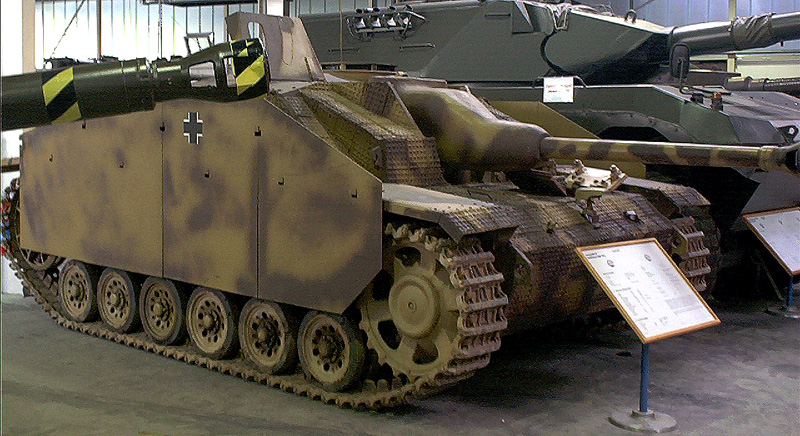
StuG III Ausf. G pokrytý zimmeritem v muzeu ve městě Koblenz

Sturmgeschütz III (též StuG III, Stug III, SdKfz 142) bylo německé útočné dělo postavené na podvozku a vaně tanku Panzer III. Jde o nejvýznamnější modifikaci tohoto tanku a o bezkonkurenčně nejrozšířenější typ německé těžké obrněné techniky ve druhé světové válce, který byl nasazován po celou dobu jejího trvání. 
Verze A až E byly vyzbrojeny kanónem 7,5 cm KwK 37 (u verze E ještě kulomet MG 34) a byly určeny pro podporu útočící pěchoty. Protože průběh bojů na východní frontě ukázaly, že je zapotřebí bojového prostředku, který by mohl čelit lavinám těžce opancéřovaných sovětských tanků, došlo k urychlenému vývinu nové generace těchto útočných děl, která by mohla sloužit jako efektivní prostředek i v tankovém boji. Šlo o stroje Stug III Ausf. F (kanón 7,5 cm StuK 40 L/43) a Stug III Ausf. G (kanón 7,5 cm StuK 40 L/48), které krom hlavní zbraně disponovaly ještě dvěma kulomety.  Krom toho byla produkována ještě samohybná houfnice StuH 42 (hlavní zbraň 10,5 cm StuH 42 L/28). Celkem bylo během druhé světové války vyprodukováno téměř 11 000 strojů StuG III a StuH 42.
Po ukončení války byly kořistní stroje užívány i v Československé armádě pod označením ShPTK 40/75N. V Sýrii zůstaly stroje StuG III ve službě až do šestidenní války (1967), možná i později.

## Varianty
- StuG III Ausf. A (Sd.Kfz 142; 1940, vyrobeno 30 ks)

Poprvé použity v bitvě o Francii, StuG III Ausf. Byla použita korba tanku Panzer III Ausf. F a 7,5 cm StuK 37 L/24 kanón.
- StuG III Ausf. B (Sd.Kfz 142; 1940–41, vyrobeno 320 ks)

Širší pásy a další menší změny.
- StuG III Ausf. C (Sd.Kfz 142; 1941, vyrobeno 50 ks)

Menší zlepšení oproti verzi StuG B.
- StuG III Ausf. D (Sd.Kfz 142; 1941, vyrobeno 150 ks)

Menší zlepšení oproti verzi StuG C.
- StuG III Ausf. E (Sd.Kfz 142; 1941–42, vyrobeno 272 ks)

Přidán kulomet MG 34 i proti pěchotě. Další menší změny.
- StuG III Ausf. F (Sd.Kfz 142/1; 1942, vyrobeno 359 ks)

První opravdu přezbrojená verze, byl použit kanón 7,5 cm StuK 40 L/43.
Na některé modely F byl dodán postranní pancíř proti sovětským protitankovým puškám; třebaže byl tento pancíř běžný na dalších modelech ausf G.
- StuG III Ausf. F/8 (Sd.Kfz 142/1; 1942, vyrobeno 334 ks)

Další přezbrojené, F/8 používala kanón 7,5 cm StuK 40 L/48. F/8 znamená, že je postavený na osmé verzi tanku Pz. III.
- StuG III Ausf. G (Sd.Kfz 142/1; 1942–45, vyrobeno 7 893 ks)

Poslední další běžná verze sérií strojů StuG. Série G StuG používaly korbu tanku Panzer III Ausf. M a po roce 1944 druhý obranný kulomet. Pozdější verze dostaly štít proti střelám Saukopf (něm. prasečí hlava), který byl účinnější než původní. Na boky byl u verze G přidán další pancíř.
- Ostatní stroje odvozené ze Stug III

Některé stroje StuG III byly přestavěny z tanků Panzer III, ale dostaly podvozek z tanků Panzer IV. Bylo jich přestavěno přibližně 20. Záměrem bylo zjednodušit opravy na bojišti, ale změny neprobíhaly dobře a od dalších přestaveb bylo upuštěno.
Roku 1942 byla navržena verze F s houfnicí 10,5 cm (105 mm) místo 7,5 cm StuK 40 L/43. Tyto nové stroje dostaly označení Sturmhaubitze 42 (nebo StuH 42, také známy označením Wehrmachtu Sd.Kfz 142/2) navrženy byly jako podpora pěchotě s dalším stroji StuG III F/8 a verzemi G.
V roce 1943 bylo 10 strojů StuG III přestavěno na StuG I (FLAMM), kdy byl hlavní kanón vyměněn za plamenomet Schwade. Nejsou ale žádné zprávy o použití v boji a okolo roku 1944 byly všechny stroje přestavěny zpět na Stug III .
Sovětské samohybné dělo SU-76i vycházelo z ukořistěných strojů StuG III a Panzer III . Okolo 200 těchto strojů bylo přestavěno pro Rudou armádu, vyzbrojeny byly kanónem ZiS-5.[zdroj⁠?!]